# Elecciones regionales de Huánuco de 2006
Las elecciones regionales de Huánuco de 2006 se llevaron a cabo el 19 de noviembre de 2006 para elegir al presidente regional, al vicepresidente regional y al Consejo Regional para el periodo 2007-2010. La elección se celebró simultáneamente con elecciones regionales y municipales (provinciales y distritales) en todo el Perú.

## Sistema electoral
El Gobierno Regional de Huánuco es el órgano administrativo y de gobierno del departamento de Huánuco. Está compuesto por el presidente regional, el vicepresidente regional y el Consejo Regional.
La votación del presidente, vicepresidente y consejo regional se realiza en base al sufragio universal, que comprende a todos los ciudadanos nacionales mayores de dieciocho años, empadronados y residentes en el departamento de Huánuco y en pleno goce de sus derechos políticos.
El Consejo Regional de Huánuco está compuesto por 7 consejeros elegidos por sufragio directo para un período de cuatro (4) años, en forma conjunta con la elección del presidente regional. La votación es por lista cerrada y bloqueada. Se asigna a la lista ganadora los escaños según el método d'Hondt o la mitad más uno, lo que más le favorezca.

## Composición del Consejo Regional de Huánuco
La siguiente tabla muestra la composición del Consejo Regional de Huánuco antes de las elecciones.
| Partidos | Partidos                                      | Consejeros |
| -------- | --------------------------------------------- | ---------- |
|          | Movimiento Independiente Luchemos por Huánuco | 7          |
|          | Movimiento Popular Regional                   | 1          |
|          | Somos Perú                                    | 1          |
|          | Partido Aprista Peruano                       | 1          |
|          | Perú Posible                                  | 1          |

## Partidos y candidatos
A continuación se muestra una lista de los principales partidos y alianzas electorales que participaron en las elecciones:
| Candidatura | Candidatura | Partidos y alianzas                                                                                  | Candidato | Candidato                   | Ideología                                                        | Resultado previo | Resultado previo | Ref. |
| Candidatura | Candidatura | Partidos y alianzas                                                                                  | Candidato | Candidato                   | Ideología                                                        | Votos (%)        | Con.             | Ref. |
| ----------- | ----------- | --- | --------- | --------------------------- | ---------------------------------------------------------------- | ---------------- | ---------------- | ---- |
|             | LxH         | Lista - Movimiento Independiente Regional Luchemos por Huánuco (LxH)                                 |           | Luzmila Templo Condeso      | Regionalismo huanuqueño                                          | 25.98%           | 7                |      |
|             | SP          | Lista - Somos Perú (SP)                                                                              |           | Naut Aguilera Prescott      | Democracia cristiana Conservadurismo social                      | 14.28%           | 1                |      |
|             | APRA        | Lista - Partido Aprista Peruano (APRA)                                                               |           | Ricardo Robles y Coz        | Aprismo                                                          | 10.54%           | 1                |      |
|             | AP          | Lista - Acción Popular (AP)                                                                          |           | Javier Callupe Espinoza     | Humanismo Nacionalismo cívico Reformismo                         | 4.69%            | 0                |      |
|             | MNI–PS      | Lista - Frente Amplio Regional (MNI–PS) – Movimiento Nueva Izquierda (MNI) – Partido Socialista (PS) |           | Jorge Espinoza Egoávil      | Marxismo-leninismo Mariateguismo Socialismo democrático          | 4.03%            | 0                |      |
|             | UPP         | Lista - Unión por el Perú (UPP)                                                                      |           | Antonio Rivera López        | Nacionalismo de izquierda Socialdemocracia                       | Nuevo            | Nuevo            |      |
|             | RN          | Lista - Restauración Nacional (RN)                                                                   |           | Jorge Chávez Estrada        | Liberalismo económico Conservadurismo social Humanismo cristiano | Nuevo            | Nuevo            |      |
|             | PNP         | Lista - Partido Nacionalista Peruano (PNP)                                                           |           | María Corcino Barrueta      | Socialismo democrático Nacionalismo de izquierda                 | Nuevo            | Nuevo            |      |
|             | HNP         | Lista - Movimiento Político Hechos y No Palabras (HNP)                                               |           | Máxima Garay Valdez         | Regionalismo huanuqueño                                          | Nuevo            | Nuevo            |      |
|             | TJH         | Lista - Movimiento Independiente Trabajemos Juntos por Huánuco (TJH)                                 |           | Francisco Almonacid Córdova | Regionalismo huanuqueño                                          | Nuevo            | Nuevo            |      |

## Resultados

### Sumario general
| |                                                               |              |              |              |            |            |  |  |
| Partidos y coaliciones | Partidos y coaliciones                                        | Voto popular | Voto popular | Voto popular | Consejeros | Consejeros |  |  |
| Partidos y coaliciones | Partidos y coaliciones                                        | Votos        | %            | ±pp          | Total      | +/−        |  |  |
| | Frente Amplio Regional (MNI–PS)1                              | 71,584       | 27.04        | +23.01       | 7          | +7         |  |  |
| | Movimiento Político Hechos y No Palabras (HNP)                | 47,389       | 17.90        | Nuevo        | 2          | +2         |  |  |
| | Partido Aprista Peruano (APRA)                                | 36,754       | 13.88        | +3.34        | 1          | ±0         |  |  |
| | Somos Perú (SP)                                               | 22,557       | 8.52         | –5.76        | 1          | ±0         |  |  |
| | Movimiento Independiente Regional Luchemos por Huánuco (LxH)2 | 17,720       | 6.69         | –19.29       | 0          | –7         |  |  |
| | Restauración Nacional (RN)                                    | 16,678       | 6.30         | Nuevo        | 0          | ±0         |  |  |
| | Unión por el Perú (UPP)                                       | 15,295       | 5.78         | Nuevo        | 0          | ±0         |  |  |
| | Partido Nacionalista Peruano (PNP)                            | 14,752       | 5.57         | Nuevo        | 0          | ±0         |  |  |
| | Movimiento Independiente Trabajemos Juntos por Huánuco (TJH)  | 12,853       | 4.85         | Nuevo        | 0          | ±0         |  |  |
| | Acción Popular (AP)                                           | 9,166        | 3.46         | –1.23        | 0          | ±0         |  |  |
| |                                                               |              |              |              |            |            |  |  |
| Total | Total                                                         | 264,748      |              |              | 11         | ±0         |  |  |
| |                                                               |              |              |              |            |            |  |  |
| Votos válidos | Votos válidos                                                 | 264,748      | 84.04        | +0.72        |            |            |  |  |
| Votos en blanco | Votos en blanco                                               | 16,264       | 5.16         | –0.62        |            |            |  |  |
| Votos nulos | Votos nulos                                                   | 33,998       | 10.79        | –0.11        |            |            |  |  |
| Votos emitidos | Votos emitidos                                                | 315,010      | 83.12        | +7.78        |            |            |  |  |
| Abstenciones | Abstenciones                                                  | 63,994       | 16.88        | –7.78        |            |            |  |  |
| Votantes registrados | Votantes registrados                                          | 379,004      |              |              |            |            |  |  |
| |                                                               |              |              |              |            |            |  |  |
| Fuente: |                                                               |              |              |              |            |            |  |  |
| Notas al pie: 1 Comparado con los resultados del Movimiento Nueva Izquierda (MNI) en las elecciones de 2002. 2 Comparado con los resultados del Movimiento Independiente Luchemos por Huánuco (LxH) en las elecciones de 2002. |                                                               |              |              |              |            |            |  |  |
| Notas al pie: |                                                               |              |              |              |            |            |  |  |
| 1 Comparado con los resultados del Movimiento Nueva Izquierda (MNI) en las elecciones de 2002. 2 Comparado con los resultados del Movimiento Independiente Luchemos por Huánuco (LxH) en las elecciones de 2002.               |                                                               |              |              |              |            |            |  |  |

### Autoridades electas
| Cargo                              | Autoridad electa | Autoridad electa         | Partido político | Partido político                         |
| ---------------------------------- | ---------------- | ------------------------ | ---------------- | ---------------------------------------- |
| Presidente Regional de Huánuco     |                  | Jorge Espinoza Egoávil   |                  | Frente Amplio Regional                   |
| Vicepresidente Regional de Huánuco |                  | Luis Picón Quedo         |                  | Frente Amplio Regional                   |
| Consejera Regional de Huánuco      |                  | Lizette López de García  |                  | Frente Amplio Regional                   |
| Consejero Regional de Huánuco      |                  | Danmer Alegría Herrera   |                  | Frente Amplio Regional                   |
| Consejero Regional de Huánuco      |                  | Josué Gutiérrez Condor   |                  | Frente Amplio Regional                   |
| Consejero Regional de Huánuco      |                  | Wualdo Basilio Muñoz     |                  | Frente Amplio Regional                   |
| Consejero Regional de Huánuco      |                  | Víctor Cabello Aquino    |                  | Frente Amplio Regional                   |
| Consejero Regional de Huánuco      |                  | Luis Santos Robles       |                  | Frente Amplio Regional                   |
| Consejero Regional de Huánuco      |                  | Miguel Mallqui Sudario   |                  | Frente Amplio Regional                   |
| Consejero Regional de Huánuco      |                  | Hilario Ramos Antonio    |                  | Movimiento Político Hechos y no Palabras |
| Consejero Regional de Huánuco      |                  | Isidro Peña Pacaya       |                  | Movimiento Político Hechos y no Palabras |
| Consejera Regional de Huánuco      |                  | Eloisa Cercedo y Chocano |                  | Partido Aprista Peruano                  |
| Consejero Regional de Huánuco      |                  | Carlos Gómez Arostegui   |                  | Somos Perú                               |